# Georg Sandhaas
Georg Sandhaas (* 14. September 1823 in Darmstadt; † 2. April 1865 in Graz) war ein deutscher Rechtswissenschaftler, Rechtshistoriker und Hochschullehrer.

## Leben
Sandhaas verlor seinen Vater früh. Die erste Erziehung und Bildung erhielt er daher von seiner hochgebildeten Mutter und seiner Tante. Dann absolvierte er bis 1840 das Gymnasium von Darmstadt und ging im selben Jahr an die Universität Gießen. An dieser studierte er bis 1844 die Rechtswissenschaft. Anschließend ging er zunächst in den Staatsdienst. Dieser sagte ihm allerdings nicht zu. Daher kehrte er an die Universität in Gießen zurück, an der er am 20. Januar 1849 zum Doktor der Rechte promoviert wurde. Nach seiner Habilitation 1849 lehrte er dort als außerordentlicher Professor der Rechte.
Sandhaas folgte 1857 einem Ruf als ordentlicher Professor des römischen Rechts und der Rechtsgeschichte an die Universität Graz. Er starb im Amt. Sandhaas soll ein hervorragender Lehrer gewesen sein, der neben der Rechtsgeschichte ebenso die Rechtsphilosophie abdeckte. In seinem Nachlass fanden sich unvollendete Werke, die allerdings trotz einer Sichtung durch den Fachkollegen Heinrich Siegel nicht zu publikationsfähigen Werken zusammengesetzt werden konnten. Lediglich das Werk Fränkisches eheliches Güterrecht kam 1866 noch in den Druck, da er die Fertigstellung noch mit seinem Freund und Nachfolger auf dem Lehrstuhl für römisches Recht, Heinrich August Tewes, auf dem Sterbebett bis zuletzt vorangetrieben hatte.
Sandhaas wurde am 5. April 1865 in Graz beigesetzt.

## Werke (Auswahl)
- Thesen, welche zur Erlangung der juristischen Doctorwürde und der venia legendi auf der Ludwigs-Universität zu Gießen Samstag den 20. Januar 1849 öffentlich vertheidigen wird, Keller, Gießen 1849.
- Bemerkungen über das Recht des nächsten Erben bei Verfügung über das Grundeigenthum nach älterem deutschem Recht, Keller, Gießen 1849.
- Germanistische Abhandlungen, Ricker, Gießen 1852.
- Zur Geschichte des Wiener Weichbildrechtes, Gerold, Wien 1863.
- Fränkisches eheliches Güterrecht, Ricker, Gießen 1866.